# Hans Smits (bestuurder)
Hans Smits (1950) is een Nederlands bestuurder en topambtenaar. Smits studeerde civiele techniek aan de TH Delft en bedrijfskunde aan de Erasmus Universiteit. Hij was tot 2014 president-directeur van het Havenbedrijf Rotterdam. Daarvoor bekleedde hij topfuncties bij de Rabobank, Luchthaven Schiphol en was hij Secretaris-Generaal bij het Ministerie van Verkeer en Waterstaat. Na zijn terugtreden bij het Havenbedrijf werkte Smits als bestuursvoorzitter voor een groot bouwbedrijf, Jansen de Jong Groep.  
Daarnaast was hij gedurende 9 jaar lid van de Raad van Toezicht van de Erasmus Universiteit. Eind 2019 werd hij daar benoemd als interim-voorzitter van het College van Bestuur na het vertrek van Kristel Baele. Hij werd in september 2020 opgevolgd door Ed Brinksma.